# Max Abraham (Verleger)

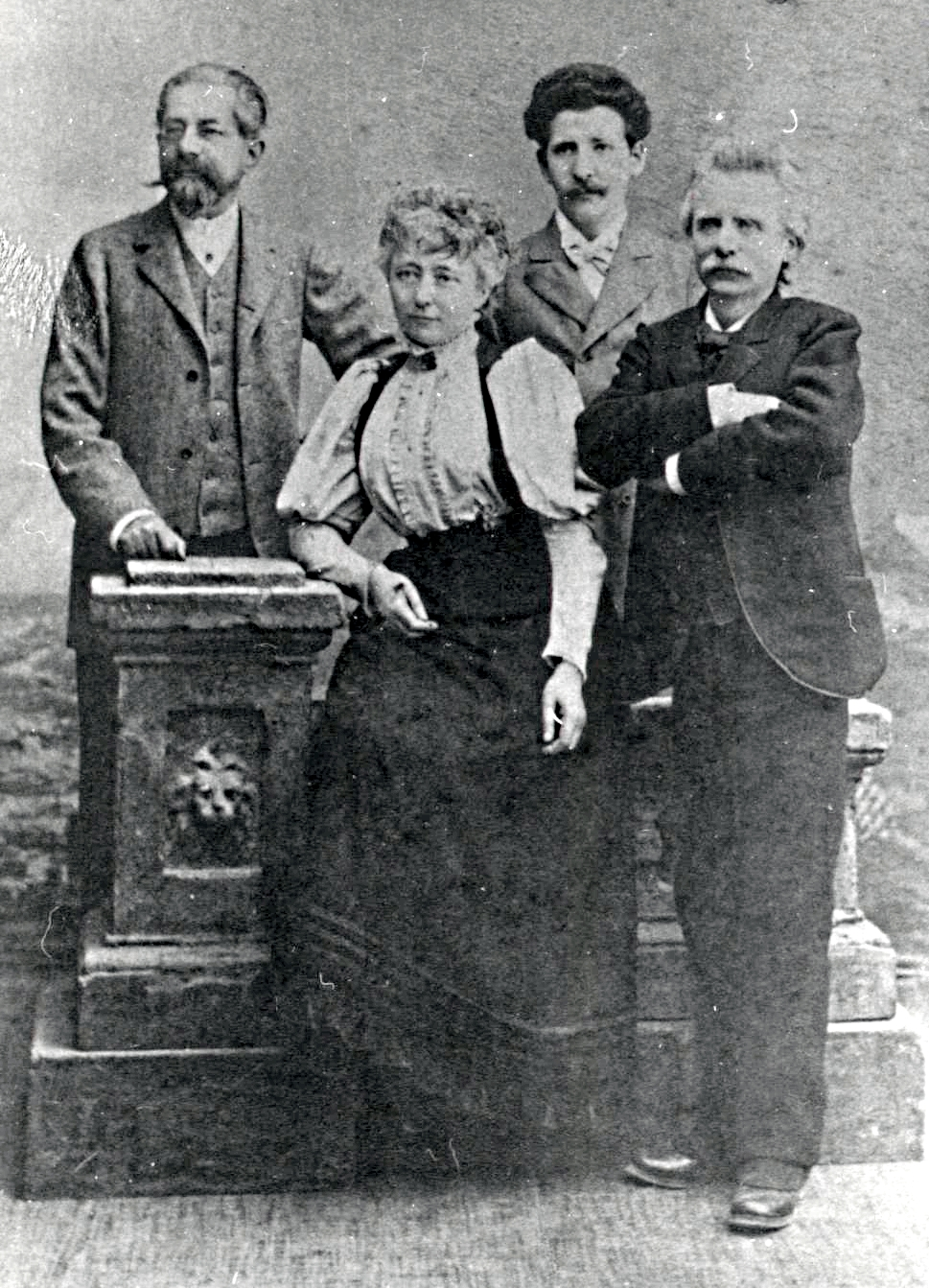
Links Max Abraham, im Vordergrund Nina und Edvard Grieg

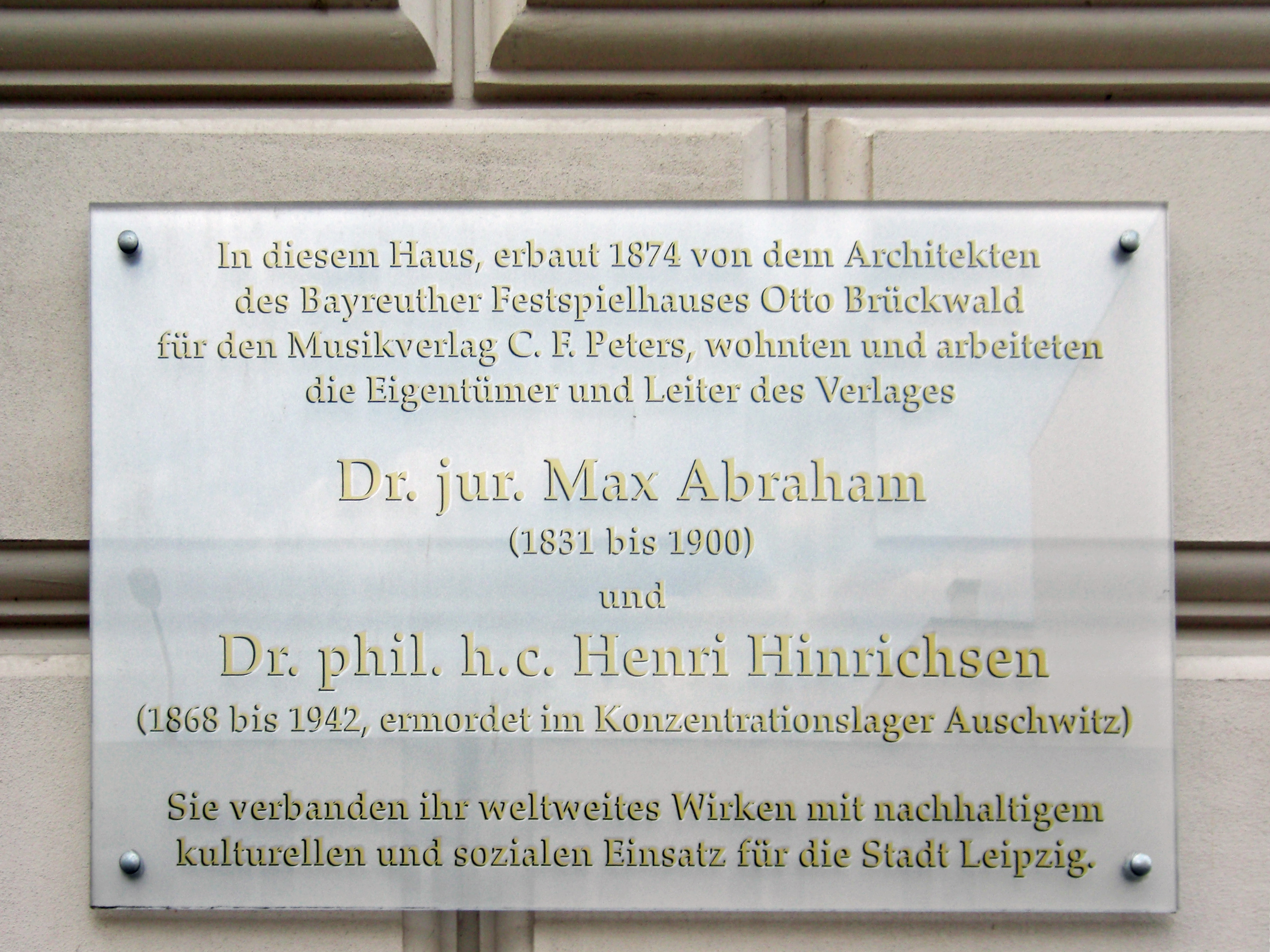
Erinnerungstafel an Max Abraham, Leipzig, Talstraße 10

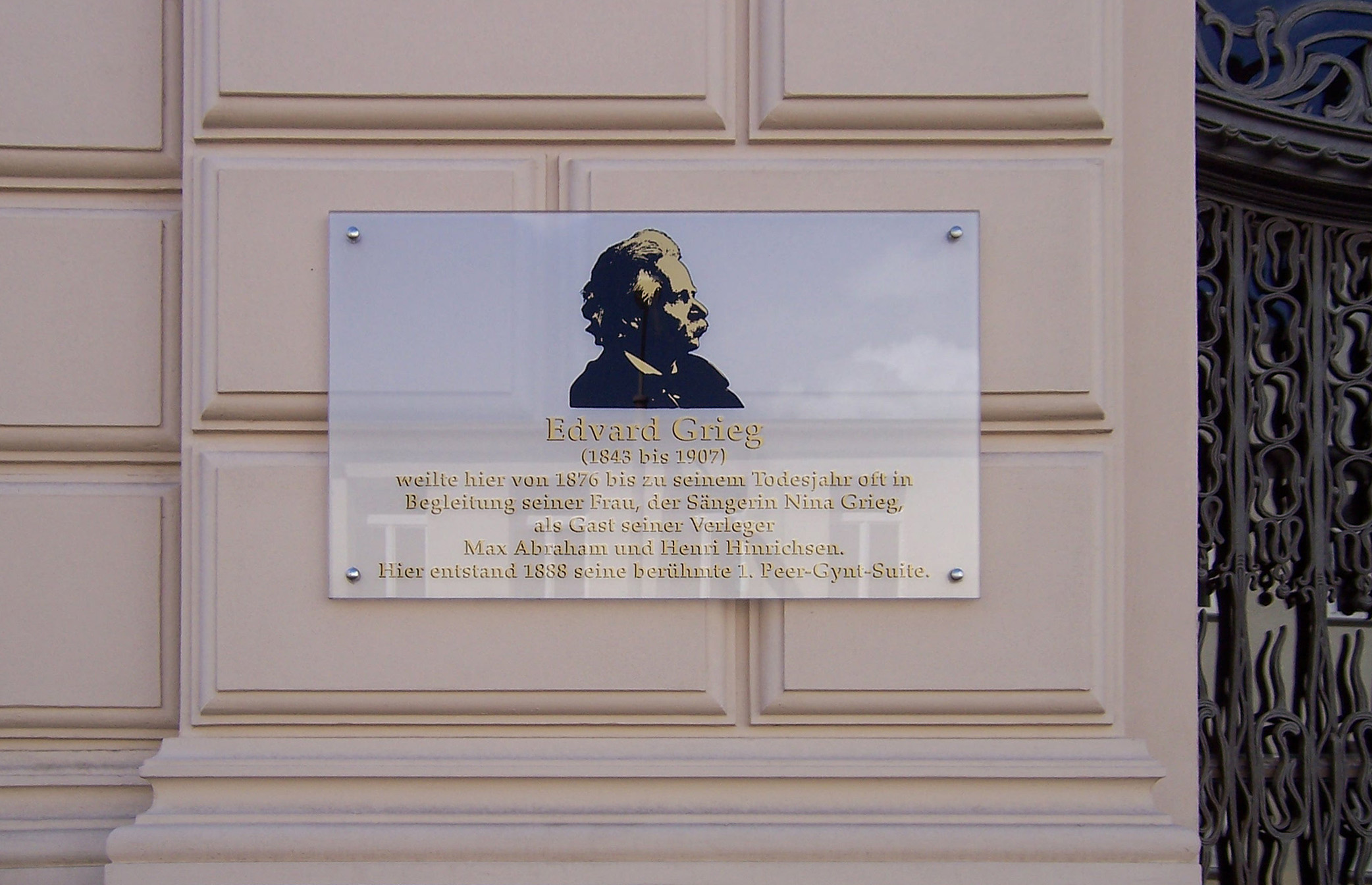
Erinnerungstafel an Edvard Grieg am Wohn- und Geschäftshaus Abrahams

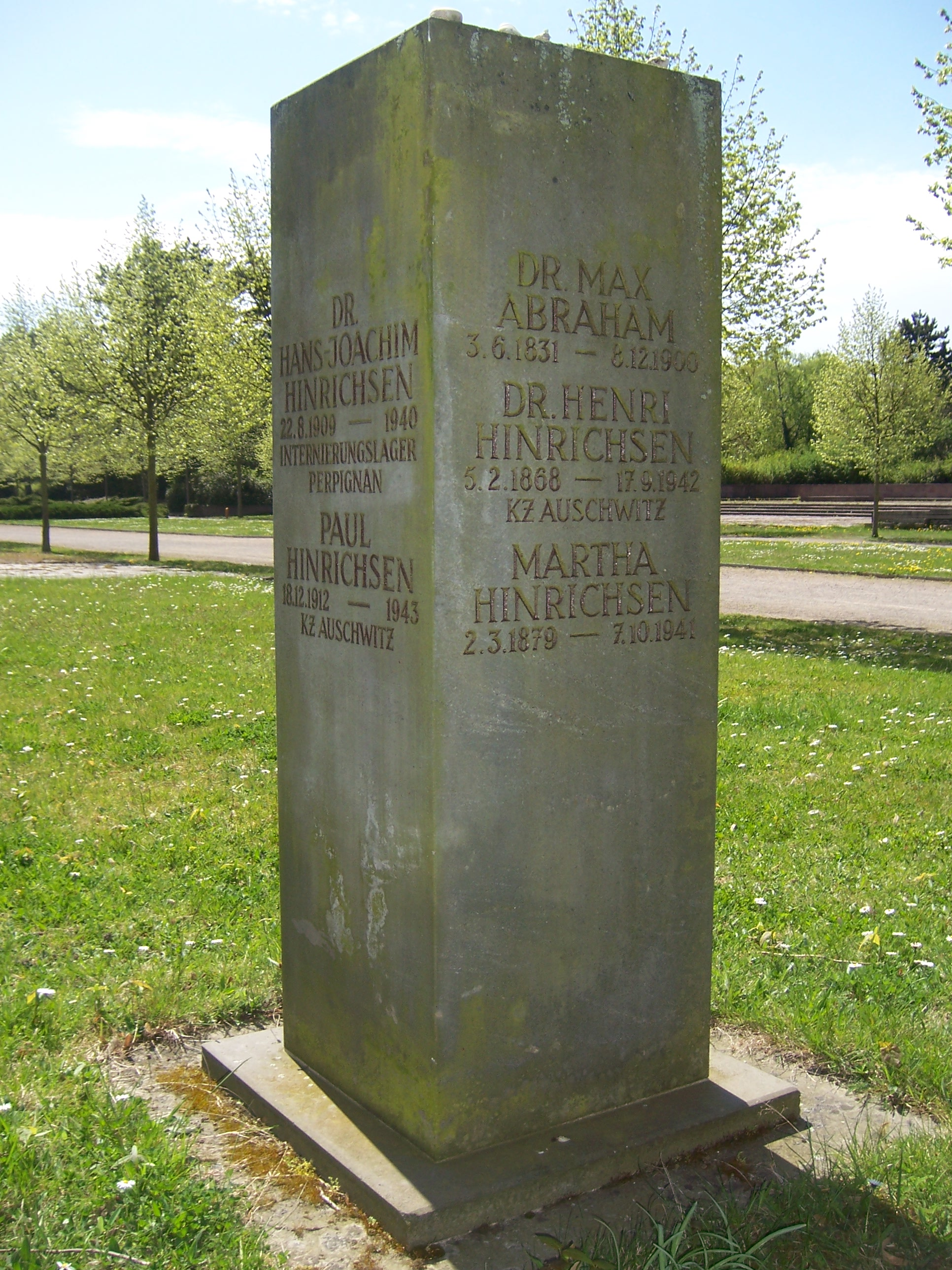
Restitutionsstein für Max Abraham und Angehörige auf dem Südfriedhof in Leipzig

Max Abraham (* 2. Juni 1831 in Danzig; † 8. Dezember 1900 in Leipzig) war ein deutscher Musikverleger.

## Leben
Max Abraham besuchte das Städtische Gymnasium in Danzig. Er studierte in seiner Vaterstadt Danzig Musik, in London Wirtschaft. Er studierte Rechtswissenschaften in Heidelberg, Bonn und Berlin. er legte sein Examen in Berlin ab und wurde in Heidelberg zum Dr. jur. promoviert, ohne eine schriftliche Dissertation ablegen zu müssen. Während seines Studiums wurde er 1851 Mitglied der Burschenschaft Alemannia Bonn.
1863 wurde Abraham Teilhaber des seit 1860 von Julius Friedländer geführten Musikverlags C. F. Peters in Leipzig; er übernahm den Verlag 1880 als Alleinhaber. Er begann die Notenreihe Edition Peters. Sein Nachfolger wurde sein Neffe Henri Hinrichsen, den er  1891 angestellt und 1894 zum Teilhaber gemacht hatte.
1873 erwarb Abraham ein unbebautes Grundstück in der Leipziger Talstraße und ließ es durch den Architekten Otto Brückwald mit einem Wohn- und Geschäftshaus bebauen. 1874 wurde dies der Sitz des Musikverlags C. F. Peters. In diesem Hause befindet sich heute eine Edvard-Grieg-Gedenkstätte. Der norwegische Komponist war ein Freund des Verlegers und oft in dessen Haus zu Gast.
1893 stiftete Max Abraham die Musikbibliothek Peters in Leipzig, die am 2. Januar 1894 eröffnet wurde. Sie gilt als erste dieser Art in Deutschland und war für Wilhelm Altmann Anregung zur Schaffung einer noch umfassenderen Sammlung, in der nicht nur zeitgenössische Musik, sondern alle nationalen und möglichst auch Werke ausländischer Komponisten zu sammeln wären.
Im Jahr 1900 beendete er sein Leben durch Freitod.

## Gedenken
Seit 1910 (mit einer Unterbrechung von 1935 bis 1945) erinnert die Abrahamstraße im Leipziger Ortsteil Neulindenau an ihn.
Das Grabmal der Familie Abraham / Hinrichsen auf dem Leipziger Südfriedhof wurde in den 1980er Jahren eingeebnet; seit 1992 erinnert ein Denkmal an den ehemaligen Standort.